# Lipotoidea
A Lipotoidea az emlősök (Mammalia) osztályának párosujjú patások (Artiodactyla) rendjébe, ezen belül a cetek (Cetacea) alrendágába tartozó öregcsalád.
Ebből az öregcsaládból manapság már csak 1 faj él.

## Rendszerezés
Az öregcsaládba az alábbi taxonok sorolhatók:
- Lipotidae Zhou, Qian & Li, 1978 - család; késő miocén-jelen[1][2][3][4][5][6]
- Az alábbi nemi szintű taxonok szintén a Lipotoidea öregcsaládba tartoznak, azonban még nincsenek családokba foglalva, azaz incertae sedis besorolásúak:
  - †Delphinodon
  - †Heterodelphis

## Fordítás
- Ez a szócikk részben vagy egészben  a   List_of_extinct_cetaceans#Suborder_Odontoceti című angol Wikipédia-szócikk ezen változatának fordításán alapul.  Az eredeti cikk szerkesztőit annak laptörténete sorolja fel. Ez a jelzés csupán a megfogalmazás eredetét és a szerzői jogokat jelzi, nem szolgál a cikkben szereplő információk forrásmegjelöléseként.